# Estrada de Bimini

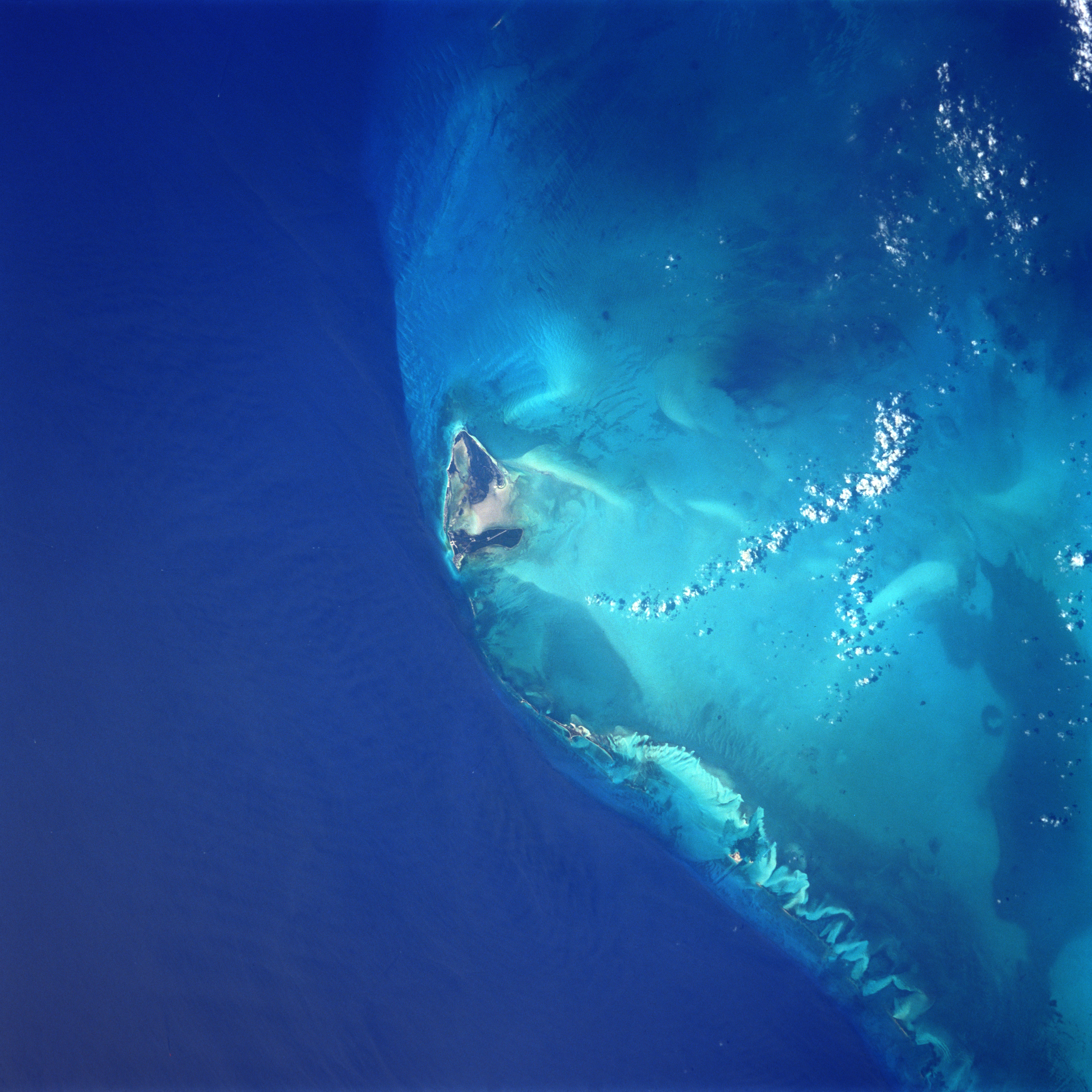
Ilha homônima nas Bahamas onde se situa a Estrada de Bimini

A Estrada de Bemini é uma formação geológica peculiar localizada perto da costa da ilha Bimini, nas Bahamas. É uma fiada quase reta, com cerca de 800 m de extensão, formada de blocos aproximadamente retangulares de calcário. Essa regularidade levou à formulação de várias teorias sobre a suposta origem artificial dessa "estrada" e ligando-a ao mito da Atlântida e aos mistérios do Triângulo das Bermudas.